# Макс Адам
Макс Адам (нім. Max Adam; 28 грудня 1894, Гамбург — 22 жовтня 1978, Гамбург) — німецький військовий інженер, керівний співробітник ОКМ, контрадмірал крігсмаріне (1 лютого 1943).

## Біографія
1 жовтня 1913 року вступив на флот морським інженером. Учасник Першої світової війни, служив на лінійному кораблі «Кайзерін». З жовтня 1917 по квітень 1918 року пройшов підготовку інженера підводного флоту. З 14 серпня 1918 року — головний інженер підводного човна UC-92.
Після демобілізації армії залишений на флоті. Служив на міноносцях і торпедних катерах. З 1 квітня 1927 року — вахтовий інженер на крейсері «Амазон». З 18 травня 1928 року — командир роти 2-го батальйону корабельної кадрованої дивізії «Нордзе». З 8 квітня 1929 року — головний інженер 4-й торпедної півфлотилії, з 1 жовтня 1930 року — інструктор військово-морського училища в Кілі.
1 жовтня 1935 року переведений в штаб командувача міноносцями, 27 жовтня 1938 року — в штаб командувача розвідувальними силами флоту. З 7 травня 1940 року — інженер штабу військово-морської групи «Захід». 24 червня 1942 року призначений начальником Паливного відділу Управління постачань, а 1 жовтня 1943 року очолив Відділ постачань. Керував організацією постачання кораблів діючого флоту паливом. 22 липня 1945 року заарештований владою союзників. 23 червня 1947 року звільнений.

## Нагороди
- Залізний хрест 2-го класу
- Медаль «За вислугу років» (Пруссія) 3-го класу (9 років)
- Хрест Левенфельда
- Почесний хрест ветерана війни з мечами
- Медаль «За вислугу років у Вермахті» 4-го, 3-го, 2-го і 1-го класу (25 років)